# Hemiacris fervens
Hemiacris fervens är en insektsart som beskrevs av Walker, F. 1870. Hemiacris fervens ingår i släktet Hemiacris och familjen gräshoppor. Inga underarter finns listade i Catalogue of Life.